# Simone Duvalier
Simone Duvalier (a. 1913-1997) foi a esposa do ditador haitiano François "Papa Doc" Duvalier (1907-1971).
Nascida Simone Ovide por volta de 1913, perto da cidade haitiana de Léogâne, filha ilegítima de um comerciante e escritor mulato, Jules Faine, e Célie Ovide, uma das empregadas de sua casa. Em tenra idade sua mãe lhe entregou, e ela passou a maior parte de sua infância em um orfanato em Pétionville, um subúrbio exclusivo nas colinas acima de Port-au-Prince. Os órfãos eram incentivados a adquirir qualificação profissional e Simone Ovide foi formada como auxiliar de enfermagem. Enquanto trabalhava como enfermeira, ela conheceu um jovem médico chamado François Duvalier. Eles se casaram em 27 de dezembro de 1939, e tiveram quatro filhos: Marie Denise, Nicole, Simone, e Jean-Claude, seu único filho.
Após seu casamento, François Duvalier tornou-se ministro da saúde pública e do trabalho em 1949 e venceu a eleição para a presidência em 1957. Ao longo de seus 14 anos de mandato, sua esposa vigiava o acesso a seu marido e desenvolvia e promovia seus próprios favoritos no palácio.
Por causa de seu status adquirido e sua postura arrogante, os haitianos se referiam a ela como "Mama Doc". Ela foi, como seu marido, descrita como uma especialista em vodu. Ela cultivou a imagem de uma benfeitora; distribuindo obras de caridade para os habitantes de "Cité Simone", um assentamento planejado nomeado por sua causa que é conhecido atualmente como Cité Soleil, uma das favelas mais miseráveis da América Latina.
A influência de Madame Duvalier atingiu o seu auge após a morte de seu marido em 1971, quando o seu filho com 19 anos de idade, Jean-Claude Duvalier, sucedeu seu pai como "presidente vitalício" do Haiti. Ela apreciava o título de primeira-dama e o poder que lhe foi conferido; foi dito por seus colaboradores que ela ressentiu-se profundamente por ter que abandonar esse papel depois de Jean-Claude Duvalier casou-se em 1980 e ela foi rebaixada para "Guardiã da Revolução Duvalierista". 
Quando seu filho foi expulso do poder em fevereiro de 1986, Simone Duvalier se juntou a ele e sua esposa, Michèle Bennett, no exílio na França. Ela foi raramente vista em público. Após o amargo divórcio de Jean-Claude de sua esposa, Madame Duvalier viveu com seu filho em relativa pobreza nos subúrbios de Paris.
Ela faleceu em 1997. 